# Scythris taygeticola
Scythris taygeticola is een vlinder uit de familie dikkopmotten (Scythrididae). De wetenschappelijke naam is voor het eerst geldig gepubliceerd in 1997 door Scholz.
De soort komt voor in Europa.